# Kelta fakultusz
A kelták azt vallották, hogy a fák az emberek ősei. Legfontosabb fának a tölgyet, az ég istenének növényét találták. Kultikus helyeik is a tölgyesekben voltak. A druidák ide visszavonulva vívták utolsó harcaikat a keresztények ellen. A kelta ábécé, az ogham betűi is fákról lettek elnevezve. Minden törzsnek volt egy szent fája (élet fája), ez alatt a királyokat avatták. Ez a fa a törzs területének közepén állt, az egység és a biztonság jelképeként. Ha az ellenség kidöntötte a növényt, ezzel meggyalázta, és romlásba döntötte a népet. A szent fa annyira fontos volt, hogy egy kisebb fát ami a közelében nőtt, gyökerestől elvitték a csatába, mert azt hitték, hogy amíg ez náluk marad, akkor erejük biztosított lesz.
Másik szent növényük a tölgy mellett a rajtuk élősködő fagyöngy volt. Plinius szerint: "A druidák semmit sem tartanak szebbnek a fagyöngynél, és annál a tölgyfánál, amelyen nő. Tölgyerdőket választanak ki ligetekül, és a fa levelei nélkül semmilyen szertartást nem végeznek. Azt hiszik ugyanis, hogy ami ezen a fákon nő, az az égből küldetett, és annak a jele, hogy a fát maga az isten választotta ki. Nagyon ritkán lehet fagyöngyöt lelni, de mikor találnak, ünnepi szertartást végeznek. Ezt a hold hatodik napján végzik el, a holdtól számítják hónapjaik, éveik, és harmincesztendős évköreik kezdetét. Miután megtették a kellő előkészületeket a fa alatti áldozatra és lakomára, egyetemes gyógyítóként üdvözlik a fagyöngyöt, és két olyan fehér bikát vezetnek a helyszínre, amelyek soha nem voltak megkötve. Egy fehér ruhába öltözött pap felmászik a fára, és aranysarlóval levágja a fagyöngöt, ezt fehér vászonba teszik. Azután feláldozzák az állatokat, és imádkoznak, hogy isten virágoztassa fel a maga ajándékát, és azokat, akiknek juttatta. Azt hiszik, hogy a fagyöngyből készített ital a meddő állatokat termékenységre készteti, és minden méreg ellenszere. Tűz eloltására is alkalmas."
A Bile (szent fa) felső világa , az ég , az istenek lakhelye, (a fa levelei és koronája). A fa középső része, a törzs, a fizikai a világ, az emberek területe. Az alsó világ a fa gyökere, az ősök, a tenger az Immara, azaz a túlvilági utazások színhelye.

## A fa három világa

### A legfelső, az ég világa
Ez a világ megfelel a mennyországnak, a Napnak, a Holdnak és a csillagoknak. Itt élnek az istennők és az istenek, itt játszódnak le egyes hősök utazásai. A legfelső tartomány, azaz a Teremtés (Magh Mor-nagy mező) négy világot tartalmaz.
A kreativitás és az inspiráció helye, a Mag Mel (Szép Mező):
- Mag Airthech (a Nagylelkűség mezeje)
- Mag Ildathach (a Sokszínűség Mezeje)
Az eredet és a bölcsesség világa a Sen Mag (Öreg Mező)
A csodák és a varázslat helye a Mag Ionganaid (Csodák Mezeje)
A fény és a remény világa a Mag Findargat (Ezüstfehér Mező):
- Mag Imchiunn (a kedvesség mezeje)
- Mag Argentél (az Ezüstfelhők Mezeje)

### A középső, a földi világ
Öt tartományra oszlik. Az északi tartomány az Ulster, a mitológiában a harcosok lakhelye helye, a nyugati a Connaught, az arisztokrácia, a tudomány, a mágia otthona, a keleti a Lenster, a bőség, termékenység, a nagy lakomák színtere, a déli Munster, az összes többinek alárendelt, és a legszegényebb mind közül, az itteniek szolgálói a gazdagabb tartományoknak. Ennek a résznek a nyugat, vagyis Connaught felé eső része a halál, és a túlvilágra való átjutás helyszíne. A középső tartomány, vagyis Meath a király lakhelye. Itt van Tara, a királyi vár.
A fizikai világ (Bith-Létezés). Ennek világai a Síar, (nyugat vagyis Connaught tartomány ) a tudás és a druidizmus, a Dess (dél és Munster) zene és költészet, az Oithear (kelet és Lenster) a boldogság és bőség, a Thuaidh (észak és Ulster) a csaták és a végzet lakhelye.

### Legalsó, a tenger világa
Az alsó világ és az ősök székhelye. A sírdombok a kelták újjászületésébe vetett hitének bizonyítékai. a mítoszokban sokszor ide vezetnek a vadászatok, és itt folynak a csaták.
A Tir Andomain (Alsó Világ)
- Tir na n-Og ( Fiatalság földje ) szükség és megújulás
- Tir Fo Thuinn (a Hullámok alatti föld) a félelem, és a távlatok,
- Tir na mBan (az Asszonyok Földje) a szépség és a gyönyör,
- Tir na mBeo (az Élet Földje) az ősi tudás és az örökkévalóság lakhelye.

## Kelta faábécé
A keltákat olyan szoros kapcsolat fűzte a fákhoz, hogy megalkottak egy faábécét, a Beth-Luis-Niont vagy más néven a Beth-Luis-Fearnt . Ezt kiegészíti egy 13 hónapos fanaptár, amelynek minden hónapja az újhoddal kezdődik, Az ábécé betűi egy-egy cserjét vagy fát jelölnek- s valaki mint a nyugati csillagjegyeknél az adott holdhónapban született, akkor itt rendelkezik a hónaphoz tartozó növény tulajdonságaival. Emellett az ogamszimbólumokat jóslásra is felhasználják, a rúnákhoz hasonló módszer alkalmazásával.
A következő táblázat betekintést nyújt ebbe a témába, bár az értelmezések és megfelelések terén több változattal is találkozhatunk. A rendszert jobban meg fogjuk érteni, ha utána olvasunk és megpróbálunk közvetlen kapcsolatba kerülni a fákkal.
| Betű     | Fa             | Tulajdonság                                                           |
| -------- | -------------- | --------------------------------------------------------------------- |
| B Beth   | Nyírfa         | Fegyelem, eltökéltség, összeszedettség                                |
| L Luis   | Berkenye       | Védelem, gyors növekedés, törekvés                                    |
| N Nion   | Kőris          | Mágia, misztériumok, kapu, értelem                                    |
| F Fearn  | Éger           | Jövendölés, mesterségek, bölcsesség, megújulás                        |
| S Saille | Fűz            | Pszichikaierő, gyógyítás, mágia és álmok áramlása                     |
| H Huath  | Galagonya      | Védelem, szeretet, termékenység, kapu a kelta másvilágba              |
| D Duir   | Tölgy          | Erő, oltalom, bátorság, egészség, spirituális tisztesség és szolgálat |
| T Tinne  | Magyalfa       | Védelem, az eskü megtartása, öröm, életerő, bölcsesség                |
| C Coll   | Mogyorófa      | Termékenység, intuíció, táplálás, hosszú élet                         |
| M MMuin  | Szőlő          | Extázis, sámánizmus, érzékiség, boldogság, lázadás                    |
| G Gort   | Borostyán      | Hűség, megújulás, bizalom                                             |
| P Pelboc | Törpefák       | Mások szolgálata, gyógyítás, védelem, vakmerőség                      |
| R Ruis   | Bodza          | Újjászületés, megszentelés, teremtő elv, merészség                    |
| A Ailm   | Jegenyefenyő   | Tisztaság, remény, tisztelet, ravaszság                               |
| O Onn    | Rekettye       | Kapcsolatok, otthon, szerelmi házasság, barátság, elvek               |
| U Ur     | Erikafa/hársfa | Ígéret, céltudatosság, művészi képességek, hagyománytisztelet         |
| E Eadha  | Rezgő nyárfa   | Idő, hosszú élet, elszántság, tudás                                   |
| I Idho   | Tiszafa        | Gyámság, rugalmasság, kapu, ősök                                      |